# Sergio Bello
Sergio Bello (ur. 6 maja 1942 w Verbanii) – włoski lekkoatleta sprinter, medalista mistrzostw Europy, trzykrotny olimpijczyk.
Specjalizował się w biegu na 400 metrów. Odpadł w półfinale tej konkurencji na mistrzostwach Europy w 1962 w Belgradzie. Zdobył brązowy medal w sztafecie 4 × 400 metrów na uniwersjadzie w 1963 w Porto Alegre. Na igrzyskach olimpijskich w 1964 w Tokio odpadł w ćwierćfinale biegu na 400 metrów oraz w eliminacjach sztafety 4 × 400 metrów. Zwyciężył w biegu na 400 metrów i w sztafecie 4 × 400 metrów na uniwersjadzie w 1965 w Budapeszcie.
Zdobył srebrny medal w sztafecie szwedzkiej 4+3+2+1 okrążenie na pierwszych europejskich igrzyskach halowych w 1966 w Dortmundzie (sztafeta włoska biegła w składzie  Bruno Bianchi, Bello, Sergio Ottolina i Ippolito Giani). Na mistrzostwach Europy w 1966 w Budapeszcie odpadł w półfinale biegu na 400 metrów, a w sztafecie 4 × 400 metrów zajął 6. miejsce. Odpadł w eliminacjach biegu na 400 metrów na europejskich igrzyskach halowych w 1967 w Pradze. Wywalczył brązowy medal w biegu na 400 metrów na uniwersjadzie w 1967 w Tokio. Zdobył złote medale w biegu na 400 metrów i w sztafecie 4 × 400 metrów na igrzyskach śródziemnomorskich w 1967 w Tunisie. Odpadł w ćwierćfinale biegu na 400 metrów na igrzyskach olimpijskich w 1968 w Meksyku, natomiast w sztafecie 4 × 400 metrów zajął w finale 7. miejsce. Na mistrzostwach Europy w 1969 w Atenach zajął 8. miejsce w finale biegu na 400 m oraz 5. miejsce w sztafecie 4 × 400 metrów.
Zdobył brązowy medal w sztafecie 4 × 400 metrów na mistrzostwach Europy w 1971 w Helsinkach (sztafeta biegła w składzie: Lorenzo Cellerino, Giacomo Puosi, Bello i Marcello Fiasconaro) oraz na igrzyskach śródziemnomorskich w 1971 w Izmirze. Startował w tej konkurencji na igrzyskach olimpijskich w 1972 w Monachium, ale sztafeta odpadła w eliminacjach.
Był ośmiokrotnym rekordzistą Włoch w sztafecie 4 × 400 m (do wyniku 3:04,1 20 września 1969 w Atenach).
Sergio Bello był mistrzem Włoch w biegu na 400 metrów w latach 1965–1969, w biegu na 400 metrów przez płotki w 1970, w sztafecie 4 × 200 metrów w 1971 i 1972 oraz w sztafecie 4 × 400 metrów latach 1965–1969, 1971, 1972 i 1974.